# Giorgio Calò
Giorgio Calò (ur. 26 maja 1933 w Monzy) – włoski polityk, ekonomista, przedsiębiorca, poseł do Parlamentu Europejskiego V kadencji (2003–2004).

## Życiorys
Ukończył w 1958 studia ekonomiczne na Uniwersytecie Genueńskim. Pracował w prywatnych przedsiębiorstwach, od 1962 do 1977 na stanowisku dyrektora generalnego firmy konsultingowej. W 1977 założył i do 2002 kierował instytutem badania rynku i opinii publicznej. Od 1985 do 2001 był jednocześnie wykładowcą Uniwersytetu w Parmie.
W 1998 był wśród założycieli partii Włochy Wartości, rok później został koordynatorem ugrupowania Demokratów w Lombardii. Po reaktywacji Włochów Wartości kierował regionalnymi strukturami tego stronnictwa.
W wyborach w 1999 kandydował z ramienia Demokratów do Europarlamentu. Mandat posła V kadencji objął w 2003. Należał m.in. do grupy chadeckiej (jako jej wiceprzewodniczący), pracował w Komisji Spraw Konstytucyjnych. W PE zasiadał do 2004.
Przez kolejne dwa lata był asesorem w zarządzie prowincji Mediolan. Od 2006 do 2008 pełnił funkcję podsekretarza stanu w ministerstwie komunikacji w rządzie Romano Prodiego.